# Frank Fischer (Psychologe)
Frank Fischer  (* 1965) ist ein deutscher Psychologe.

## Leben
Er studierte Psychologie in Trier und Aachen. Nach der Promotion 1997 und der Habilitation 2001 an der LMU München lehrte er als Professor für Allgemeine Psychologie und für Lehr-/Lernforschung an den Universitäten Erfurt und Tübingen. Seit 2006 hat er den Lehrstuhl für Pädagogische Psychologie und Empirische Pädagogik an der LMU inne.
Seine Forschungsschwerpunkte sind Lernen mit digitalen Medien, kollaboratives Lernen, wissenschaftliches Denken und Argumentieren und nutzeninspirierte Grundlagenforschung und evidenzbasierte Praxis im Bildungsbereich.

## Schriften (Auswahl)
- Mappingverfahren als kognitive Werkzeuge für problemorientiertes Lernen. Frankfurt am Main 1998, ISBN 3-631-33324-2.
- als Herausgeber mit Ingo Kollar, Jörg M. Haake und Heinz Mandl: Scripting computer-supported collaborative learning. Cognitive, computational and educational perspectives. New York 2007, ISBN 0-387-36947-3.
- zusammen mit  Ingo Kollar, Stefan Ufer, Beate Sodian, Heinrich Hussmann, Reinhard Pekrun, Birgit Neuhaus, Birgit Dorner, Sabine Pankofer, Martin Fischer, Jan-Willem Strijbos, Moritz Heene,  Julia Eberle: Scientific Reasoning and Argumentation: Advancing an Interdisciplinary Research Agenda in Education.  Frontline Learning Research 5(2014) 28–45, doi:10.14786/flr.v2i3.9628 ( auf journals.sfu.ca)